# 萨克斯·罗默
亚瑟·亨利·沃德（英語：Arthur Henry Ward，1883年2月15日—1959年6月1日），更常被称为萨克斯·罗默（英語：Sax Rohmer），是英国小说家。他的代表作是以傅满洲为主角的系列小说。

## 生活与工作
萨克斯·罗默出生于伯明翰一个爱尔兰工人阶级天主教家庭，从小完全接受工人阶级教育。罗默在集中精力全职写作之前，最初职业是公务员，后来又当过诗人、作曲家、为在音乐厅表演的喜剧小品写作的作家。
与他的同龄人阿尔杰农·布莱克伍德和亚瑟·玛臣一样，罗默声称是卡巴拉密教的派别之一黄金黎明协会的会员。他还宣称自己与玫瑰十字会有联系，但他的主张的正确性受到怀疑。他的医生和氏族朋友，R·沃森·康斯尔医师可能是他与这些组织唯一的合理联系。
罗默的作品在1903年首次被出版，《皮尔逊周刊》刊登了他的短篇小说《The Mysterious Mummy》。他的文学创作似乎主要受到了埃德加·爱伦·坡、柯南道尔及M·P·希尔的影响。
渐渐地，他从为音乐厅表演写剧本转变为专注于杂志上短篇小说与连载小说的发布。1909年，他与罗斯·伊丽莎白·洛克斯结婚。
1910年，他匿名发表了自己的第一本书：《Pause!》。